# Нидерландская кокаиновая фабрика

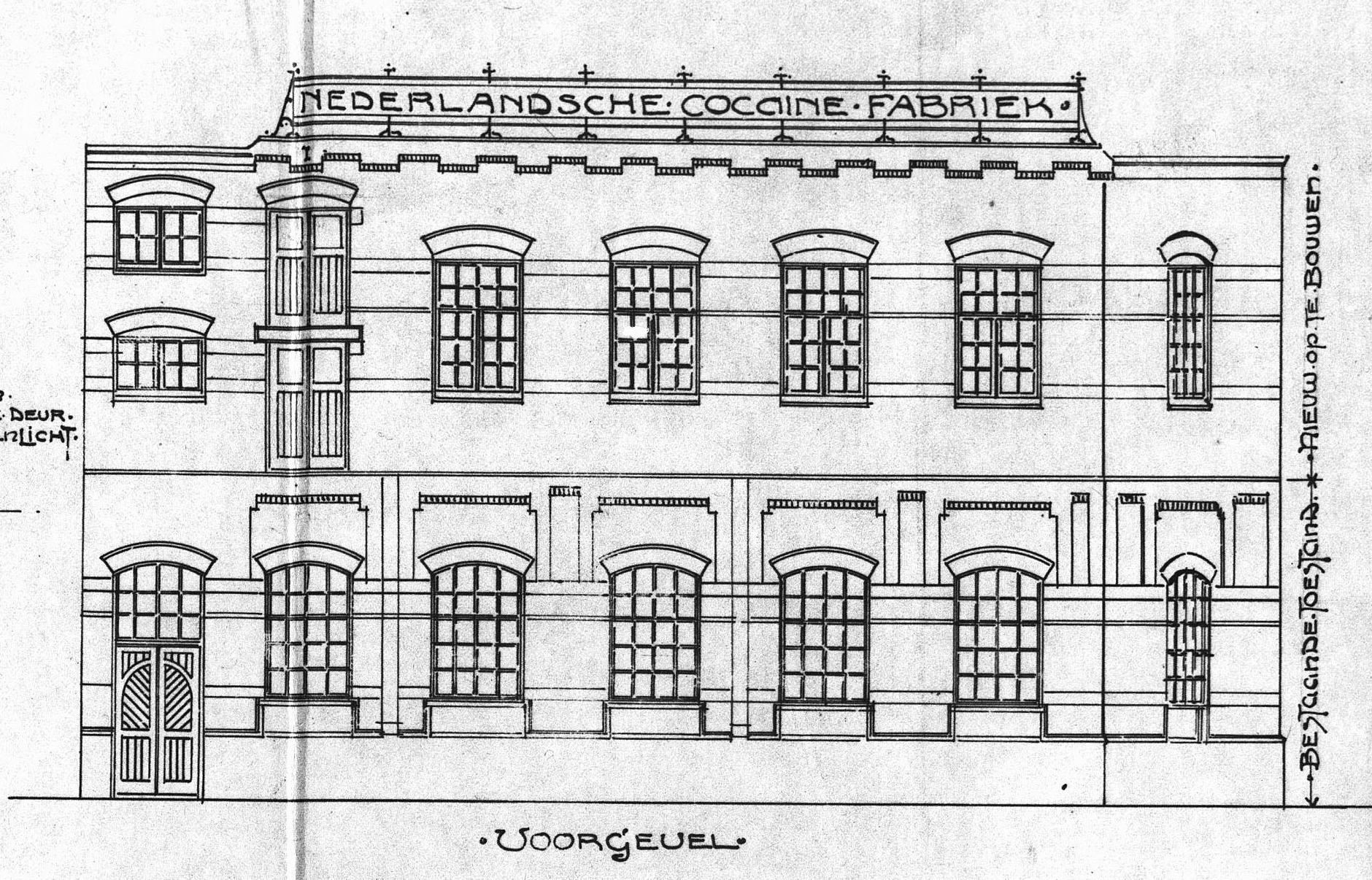
Подробный план архитектора по строительству фабричных пристроек в 1902 году.

Нидерландская кокаиновая фабрика (нидерл. Nederlandsche Cocaïnefabriek, англ. Dutch Cocaine Factory), или НКФ, — компания в Амстердаме, производившая кокаин для медицинских целей в ΧΧ веке. Компания импортировала сырьё в основном из Голландской Ост-Индии и продавала свою продукцию по всей Европе, получая хорошую прибыль, особенно в первые годы Первой мировой войны. НКФ также производила морфин, героин и эфедрин.

## История
В 1875 году первые растения коки были перевезены из Бразилии в колониальный ботанический сад «Богорский ботанический сад» на острове Ява. Вскоре после этого началось промышленное производство на Яве, Мадуре и Суматре. Листья коки экспортировались, главным образом, в Германию через «Koloniale Bank» в Амстердаме. С 1892 по 1900 год перевозилось от 34 до 81 тонны листьев в год. Из-за растущего спроса и стабильного предложения «Koloniale Bank» начал производство кокаина в Амстердаме, где основал Нидерландскую кокаиновую фабрику 12 марта в 1900 году. Производство началось в здании, спроектированном Германом Хендриком Баандерсом. В 1902 году здание было расширено, но в 1909 году фабрика переехала в другое место. Кокаин продавался как лекарство от различных заболеваний грудной клетки и легких, но также использовался в качестве рекреационного наркотика. Вскоре Нидерландская кокаиновая фабрика стала одним из крупнейших производителей кокаина в Европе.

### Во время Первой мировой войны
Сначала НКФ извлекла выгоду из Первой мировой войны, захватив рынки, созданные лидером немецкого рынка компанией «Мерк», которая пострадала от запрета на экспорт. Голландский запрет на продажу медикаментов воюющим сторонам был введён, но для Нидерландской кокаиновой фабрики сделали исключение. НКФ продавала часть своего кокаина Burroughs Wellcome & Co, которая использовала его в своём продукте «Форсированный марш», который рекламировался так: «Утоляет голод и повышает выносливость». Кокаин и опиум были легко доступны солдатам, например, в районе ночных клубов Лондона Вест-Энд, пока в 1916 году они не были запрещены Законом о защите королевства. В 1917 году неограниченная подводная война повлияла на зарубежный импорт, затронув и НКФ. По словам Босмана, в период 1910—1914 годов такие компании, как «Мерк», производили в среднем 7000 кг кокаина в год, в то время как в 1918 году они произвели всего 1700 кг. НКФ в 1918 году в период 1910—1917 годов производила в среднем 750 кг, а после войны, начиная с 1918 года, — 1500 кг.

### Во время ввода ограничений на распространение наркотических веществ
Конференции в Шанхае и Гааге заложили основы контроля над наркотиками. В голландском опиумном законе 1919 года кокаин стал контролируемым веществом. Для Нидерландской кокаиновой фабрики это означало, что он должен был получить разрешение на производство и продажу, что он и сделал. В начале 1920-х годов НКФ производила 20 % всего кокаина в мире. На Международной опиумной конвенции было принято решение о создании системы сертификатов, регулирующей экспорт кокаина исключительно для медицинских и научных целей. В Нидерландах в 1928 году были введены дополнительные юридические ограничения, ограничивающие продажу кокаина для медицинских целей. Это также повлияло на НКФ, но, поскольку не все окружающие страны ратифицировали решения Конвенции сразу, некоторая часть свободной продажи кокаина оставалась. Однако к 1930 году кокаин стал маргинальным продуктом, и фабрика переключилась на изготовление других товаров.

### Последующие годы
В начале 1930-х годов Нидерландская кокаиновая фабрика начала производить такие опиаты, как морфин и кодеин, чтобы заполнить пробел, образовавшийся в результате исчезновения рынка кокаина. Однако ситуация на рынке этих продуктов была неблагоприятной. С началом Второй мировой войны прибыль НКФ от продажи опиатов возросла из-за дефицита на рынке. После того, как 10 мая 1940 года немецкие войска вошли в Нидерланды, фабрика начала производить эфедрин и амфетамин. Нехватка сырья (в основном опиума) вскоре сказалась на компании, и во время войны опиаты, такие как морфин из маковой соломы, производились в основном в Германии.
После войны производство возобновилось. Маковая солома импортировалась из Турции и Югославии для производства морфина и других опиатов. В 1962 году акции компании были приобретены компанией Koninklijke Zwanenberg Organon (позже Organon & Co.). С 1975 года Нидерландская кокаиновая фабрика входит в состав Diosynth, компании, принадлежащей AkzoNobel.